# Эмтрицитабин/рилпивирин/тенофовир
Эмтрицитабин/рилпивирин/тенофовир (торговые названия Complera, Eviplera) — комбинированный антиретровирусный препарат для лечения ВИЧ-инфекции. Препарат разработан совместно с Gilead Sciences и Джонсон & Джонсон (подразделение Tibotec), получил одобрение от FDA в августе 2011 года, и от Европейского агентства лекарственных средств в ноябре 2011 года для пациентов, которые ранее не получали терапии по поводу ВИЧ. Препарат позволил пациентам применять всего одну таблетку один раз в день.
Коммерческое наименование в Европе — Eviplera, в США — Complera.